# Huusholmi
Huusholmi är en ö i Finland. Den ligger i Skärgårdshavet och i kommunen Gustavs i den ekonomiska regionen  Nystadsregionen i landskapet Egentliga Finland, i den sydvästra delen av landet. Ön ligger omkring 54 kilometer väster om Åbo och omkring 200 kilometer väster om Helsingfors.
Öns area är 1,7 hektar och dess största längd är 250 meter i nord-sydlig riktning. I omgivningarna runt Huusholmi växer i huvudsak barrskog. Närmaste större samhälle är Vemo, 18,5 km öster om Huusholmi.